# Bredasjön (Kyrkhults socken, Blekinge)
Bredasjön är en sjö i Olofströms kommun i Blekinge och ingår i Mörrumsån-Skräbeåns kustområde. Sjön har en area på 0,198 kvadratkilometer och ligger 131,3 meter över havet. Sjön avvattnas av vattendraget Östra Orlundsån.

## Delavrinningsområde
Bredasjön ingår i det delavrinningsområde (623874-142613) som SMHI kallar för Inloppet i Orlunden. Medelhöjden är 122 meter över havet och ytan är 35,03 kvadratkilometer. Det finns inga avrinningsområden uppströms utan avrinningsområdet är högsta punkten. Avrinningsområdets utflöde Östra Orlundsån mynnar i havet. Avrinningsområdet består mestadels av skog (74 procent) och jordbruk (14 procent). Avrinningsområdet har 0,92 kvadratkilometer vattenytor vilket ger det en sjöprocent på 2,6 procent.